# Kei Okami

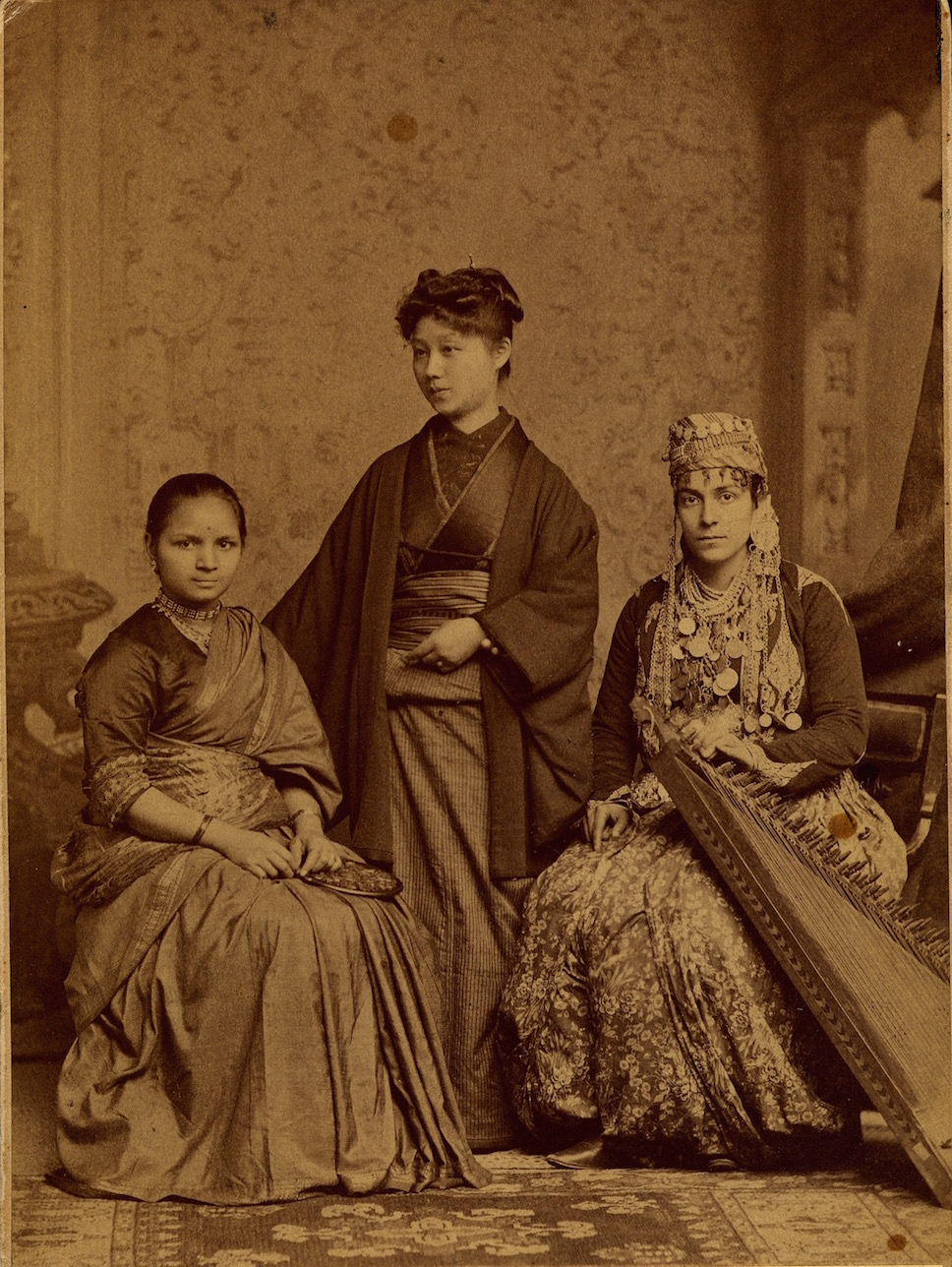
Anandibai Joshee, Kei Okami och Sabat Islambouli vid Woman's Medical College of Pennsylvania 10 oktober 1885. Alla tre blev den första kvinnan i sina respektive länder med en västerländsk läkarexamen.

Kei Okami, född 15 augusti 1859 i Aomori prefektur, död 2 september 1941 i Tokyo, var en japansk läkare. Hon avlade 1889 examen som läkare vid Woman's Medical College of Pennsylvania i Philadelphia i USA, och blev den första kvinnan med en västerländsk läkarexamen i sitt land.